# Силван
Вижте пояснителната страница за други значения на Силван.
Силван (на турски: Silvan) е град в югоизточна Турция, административен център на околия Силван във вилаета Диарбекир. Населението му е около 43 700 души (2012).
Разположен е на 814 m надморска височина в Арменското плато, на 30 km северно от Батман и на 73 km североизточно от град Диарбекир.
Край днешния град е разположена древната арменска столица Тигранакерт, а през V век местният епископ събира множество реликви и градът получава името Мартиропол („Град на мъчениците“). Днес жителите на Силван са предимно кюрди.